# 鷹爪椒

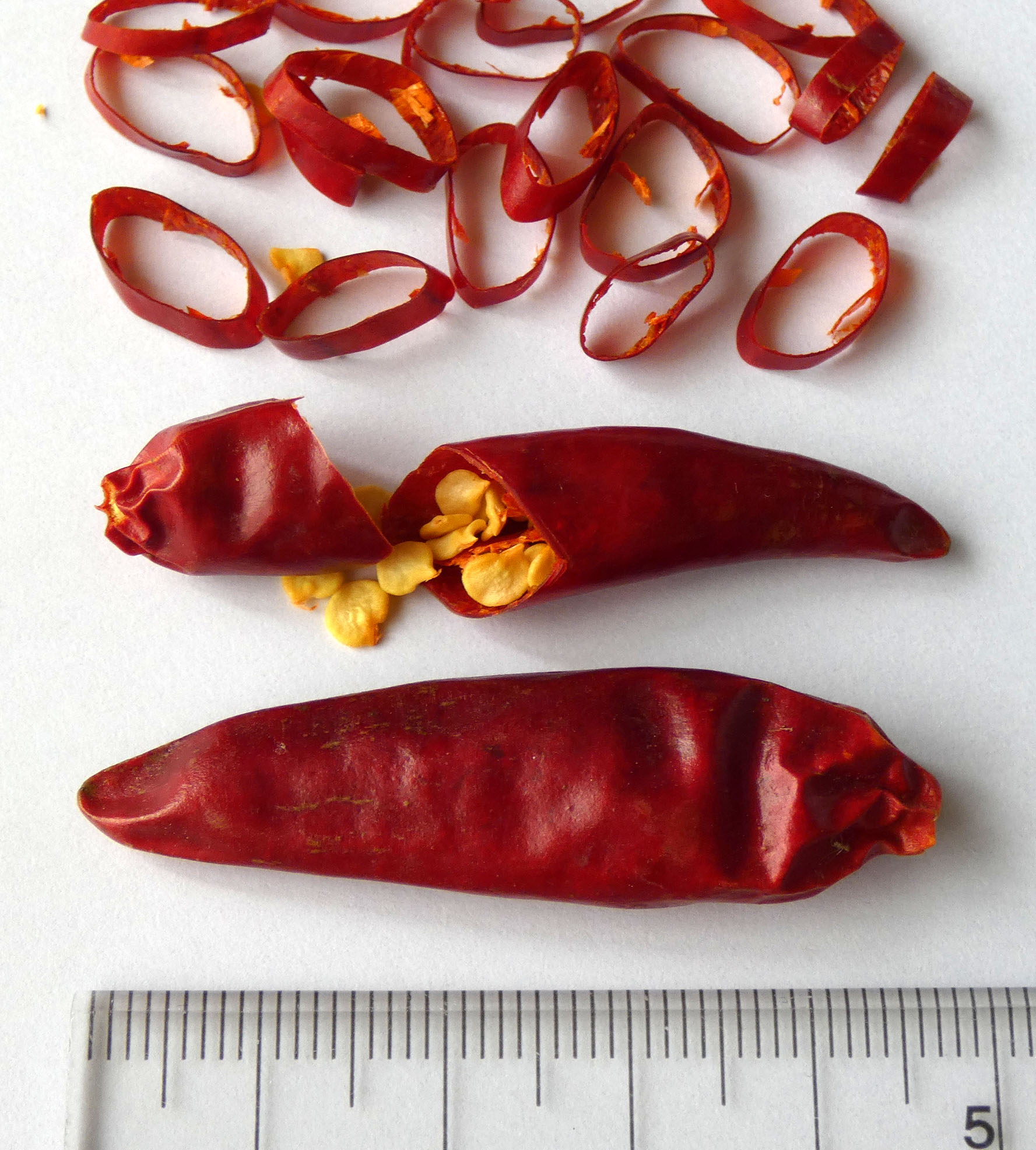
日本鷹爪椒的樣子，和朝天椒大同小異，只是體型略大

鷹爪椒（日语：鷹の爪/たかのつめ），是日本唯一的原生紅辣椒品種，屬於京野菜，特點是辣度強、香氣弱。
鷹爪椒比一般的紅辣椒纖細，比朝天椒體積小一點，呈直線的尖橢圓形，就像老鷹的爪子一樣。長度僅在3～4.5公分之間，以辣椒的角度來說偏小。它的日文名稱中甚至沒有“辣椒”一詞，直接用“鷹之爪”形容。當鷹爪椒成熟時，它會變成鮮艷的紫紅色。日本人基本不會直接吃，而是先曬乾鷹爪椒，以減輕鷹爪椒的辣度並提升香氣，然後磨成粉狀。
日本江戶時代的植物學家平賀源內在他寫的書《蕃椒譜》中將鷹爪椒描述為「一種類似於朝天椒的觀賞性植物，聞起來的香味遠沒有朝天椒強，但是神奇的是辣味卻差不多。建議不喜歡吃辣的人就不要食用了，因為鷹爪椒的辣度遠遠超過一般日本人所能承受的範圍。”截至2021年，日本市面上販售的紅辣椒絕大多數是外國品種，主要來自韓國、中國和泰國，鷹爪椒作為日本僅存的純種紅辣椒，已經得到了日本政府的保護。
鷹爪椒分類兩個品種，一個是價格偏低的“天鷹”，另一個是價格極高的“堺鷹”。堺鷹的辣度比天鷹辣3倍，而香氣更是香了5到6倍，這也是為什麼堺鷹比較貴的原因。一隻鷹爪椒的平均重量為1克而已，並含有1毫克的辣椒素，因此就算多吃也不會對身體有害。
它的辣味幾乎都來源於種子，而它的表皮、果肉則不辣，但紅辣椒中的種子其實是胎胚座。如果鷹爪椒中去胚胎座的話，那基本就可以剔除它的辣味了，但同時，作為營養的辣椒素也會流失。為了完美保存胚胎座，日本人在古代就知道要把鷹爪椒徹底曬乾，讓胚胎座和果肉、果皮黏在一起，並讓胚胎素中的辣味和香味會擴散至鷹爪椒全體。這樣，一個充滿香辣味的、適合製作京料理的鷹爪椒就完成了。鷹爪椒最常用的地方是由於製作京料理中的七味粉，但在1980年代後，鷹爪椒也可以不磨成粉，直接加在麻婆豆腐、辣子雞等中華料理中。
在明治時代，日本人認為鷹爪椒有兩個強大的功能：一個是可以放在生白米的米缸裏面驅蟲，日本原產的昆蟲和寄生蟲不喜歡鷹爪椒的辣味，會自動遠離有鷹爪椒的米缸。第二個是灑在養金魚和熱帶魚的水缸裏，鷹爪椒中的成份能預防家養魚的白斑病、寄生蟲和眼部疾病。但是以上兩個功能至今沒得到科學證實，所以在昭和時代以後就漸漸不用這些方法了。